# ニュルンベルク市電N6形電車
ニュルンベルク市電N6形電車（ニュルンベルクしでんN6がたでんしゃ）は、かつてドイツの都市・ニュルンベルクの路面電車であるニュルンベルク市電で使用されていた電車で、N6S形とも呼ばれていた。1990年代に低床車体を挿入する改造工事を受け、2000年代以降はポーランドのクラクフ市電への譲渡が行われている。

## 概要
N形はドイツの鉄道車両メーカーであったデュッセルドルフ車両製造、通称「デュワグ（Duewag）」が開発・展開した路面電車車両で、従来の丸みを帯びたデザインから変更された角ばった車体形状や、高規格の路面電車（シュタットバーン）での使用も可能な設計となっているのが特徴である。そのうちニュルンベルク市電向けに1975年に発注されたN6形は両運転台の2車体連接車で、制御装置には抵抗制御方式（電磁開閉器を搭載）が用いられていた。製造企業に関しては他都市と異なり、ニュルンベルク市電向け車両の納入実績を有していたMANとデュワグによる共同製造が実施された。
最初の車両は1976年から営業運転を開始し、以降1977年までに12両（361 - 372）が導入された。これらのN6形は前述のとおり両運転台車両で車体の左右に扉を有していたが、終端のループ線で方向転換を行うニュルンベルク市電では車体左側の扉は基本的に使用されなかったため、1986年に左側の乗降扉付近のステップがプレートで塞がれ床面積が増加した。
ドイツ再統一後、N6形はバリアフリーに適した部分超低床電車に改造される事となり、中間に乗降扉付近の床上高さを280 mmに下げた低床車体を挿入し、形式名も「N8形」に改められた。工事はデュワグとAMSによるコンソーシアムによって行われ、1992年から1993年にかけて全車が改造を受けた。

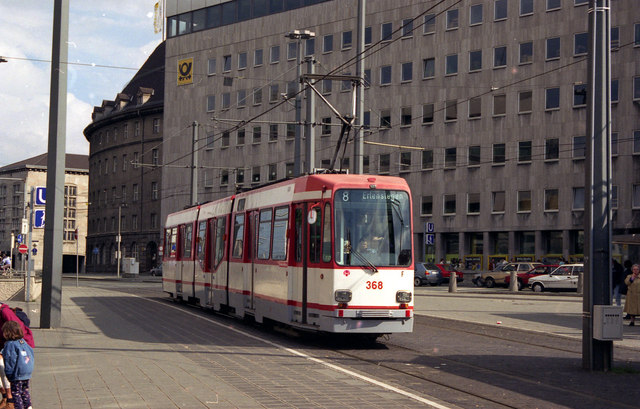
改造後のN8形（1995年撮影）
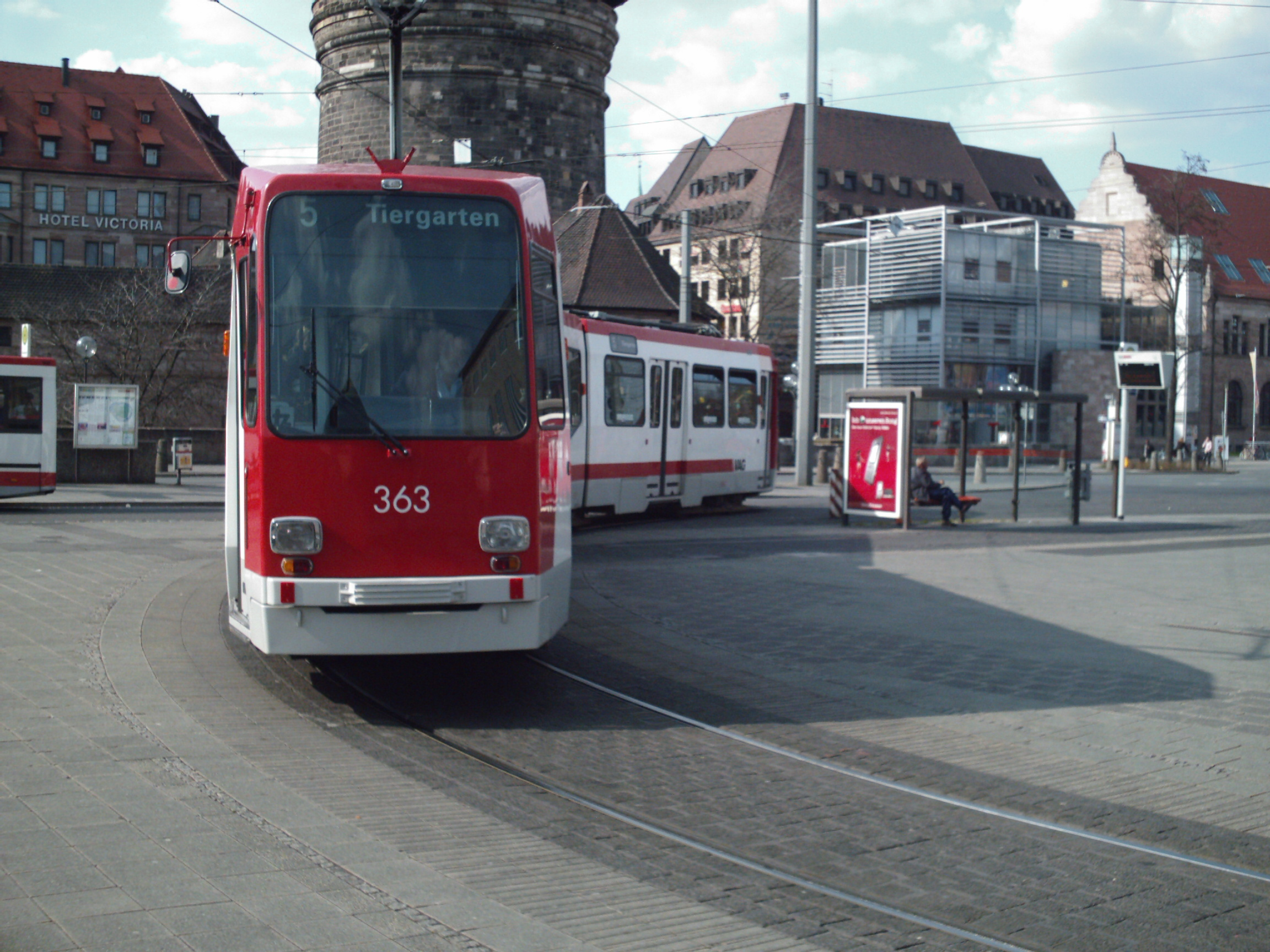
2000年代以降の新塗装（2007年撮影）

それ以降もN8形はニュルンベルク市電の主力車両として使用されたが、製造から30年以上が経過した2000年代後半になると駆動装置や制御装置を始めとした部品の確保が困難になってきた。その事もあり、2006年以降N8形はポーランドの路面電車であるクラクフ市電（クラクフ）への譲渡が行われ、動態保存車両となった363を除き2011年までにニュルンベルク市電での運転を終了した。
この譲渡に際して、クラクフ市電での運行に適した機器の改造工事や塗装変更が実施されている他、7両については後年に片運転台・片方向化に加え半導体素子を用いた制御装置への交換といった近代化工事が実施され、形式名も「N8C-NF」として区別されている。

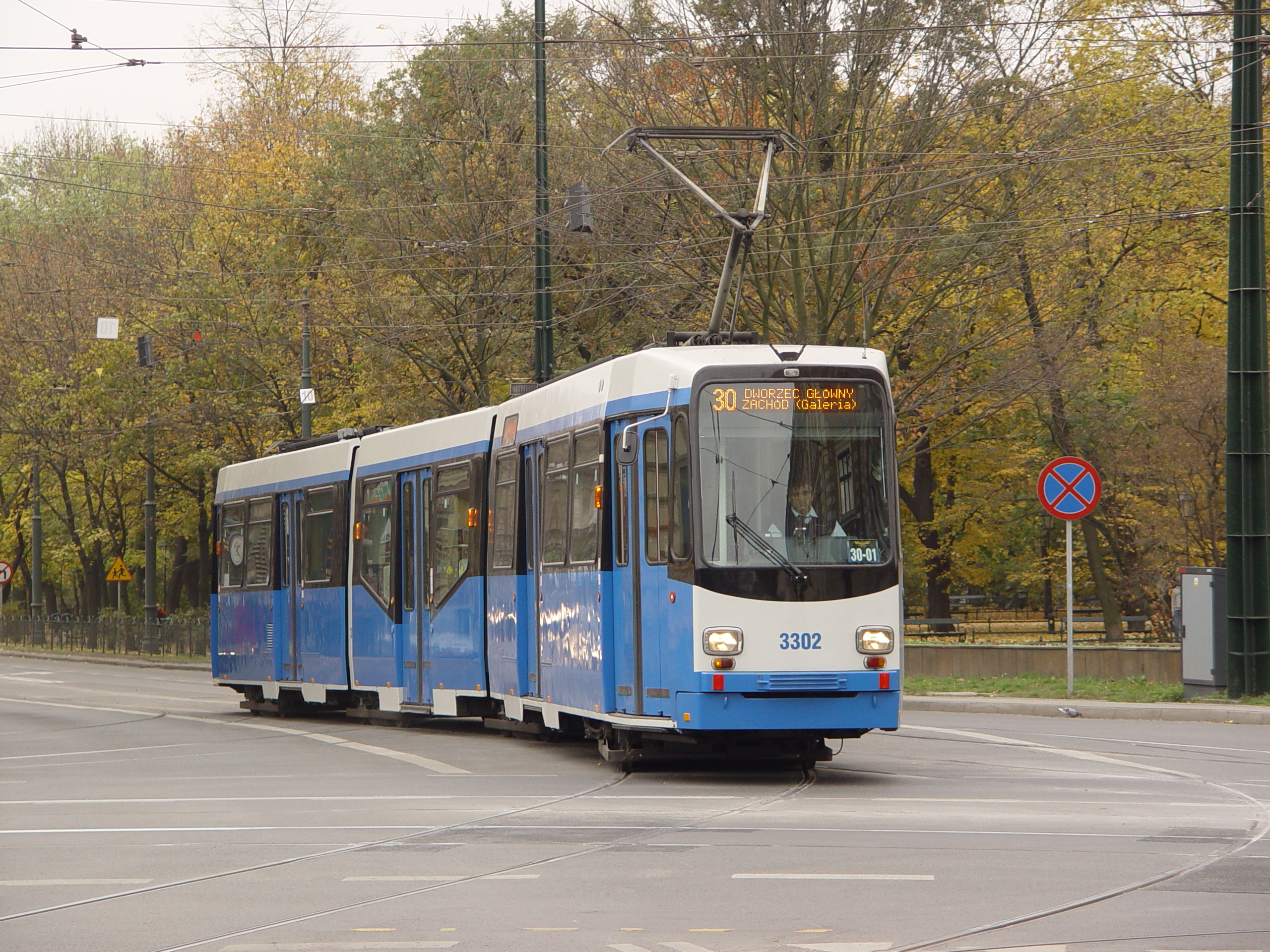
クラクフ市電へ譲渡後のN8形（2006年撮影）
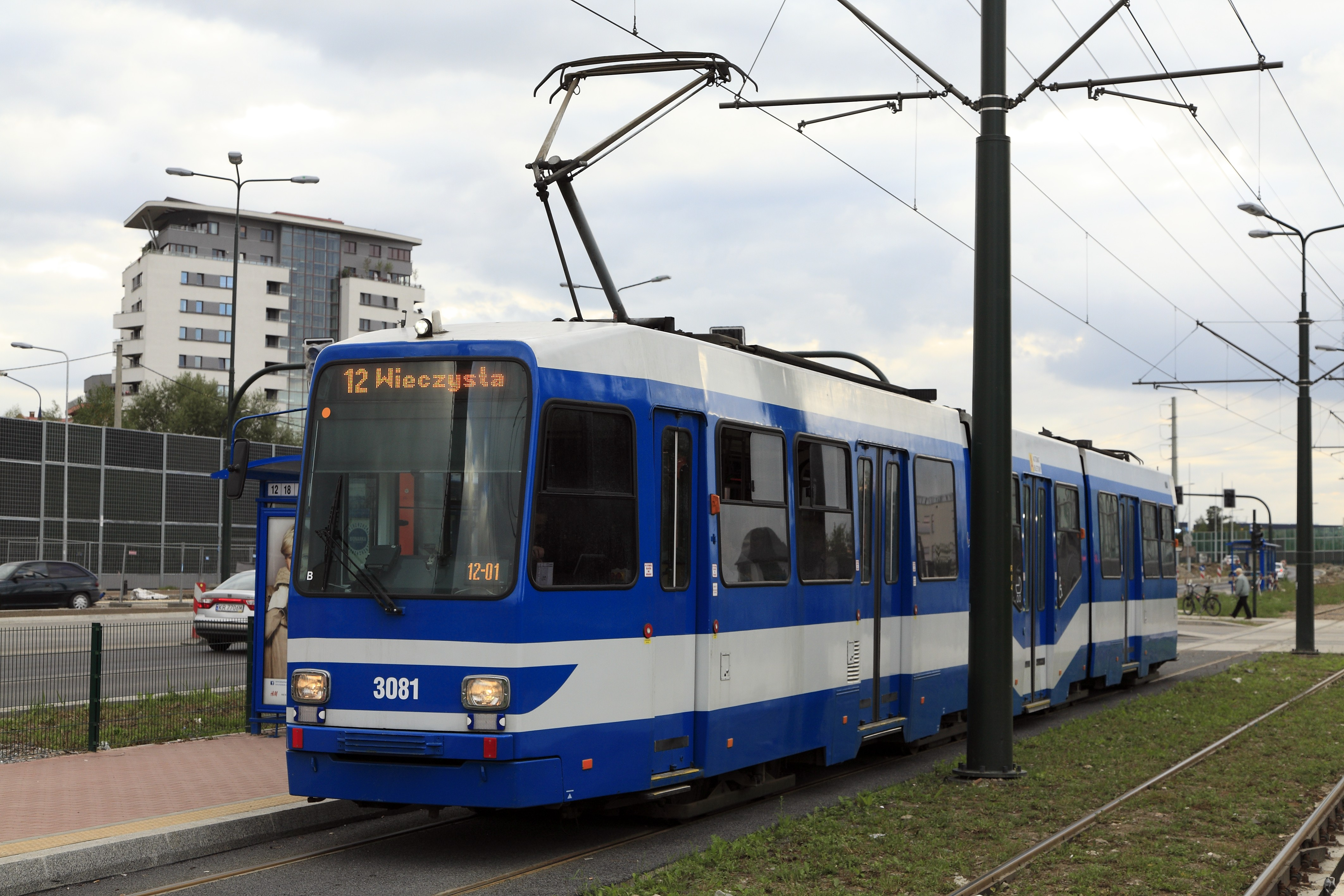
クラクフ市電へ譲渡後のN8形（2012年撮影）
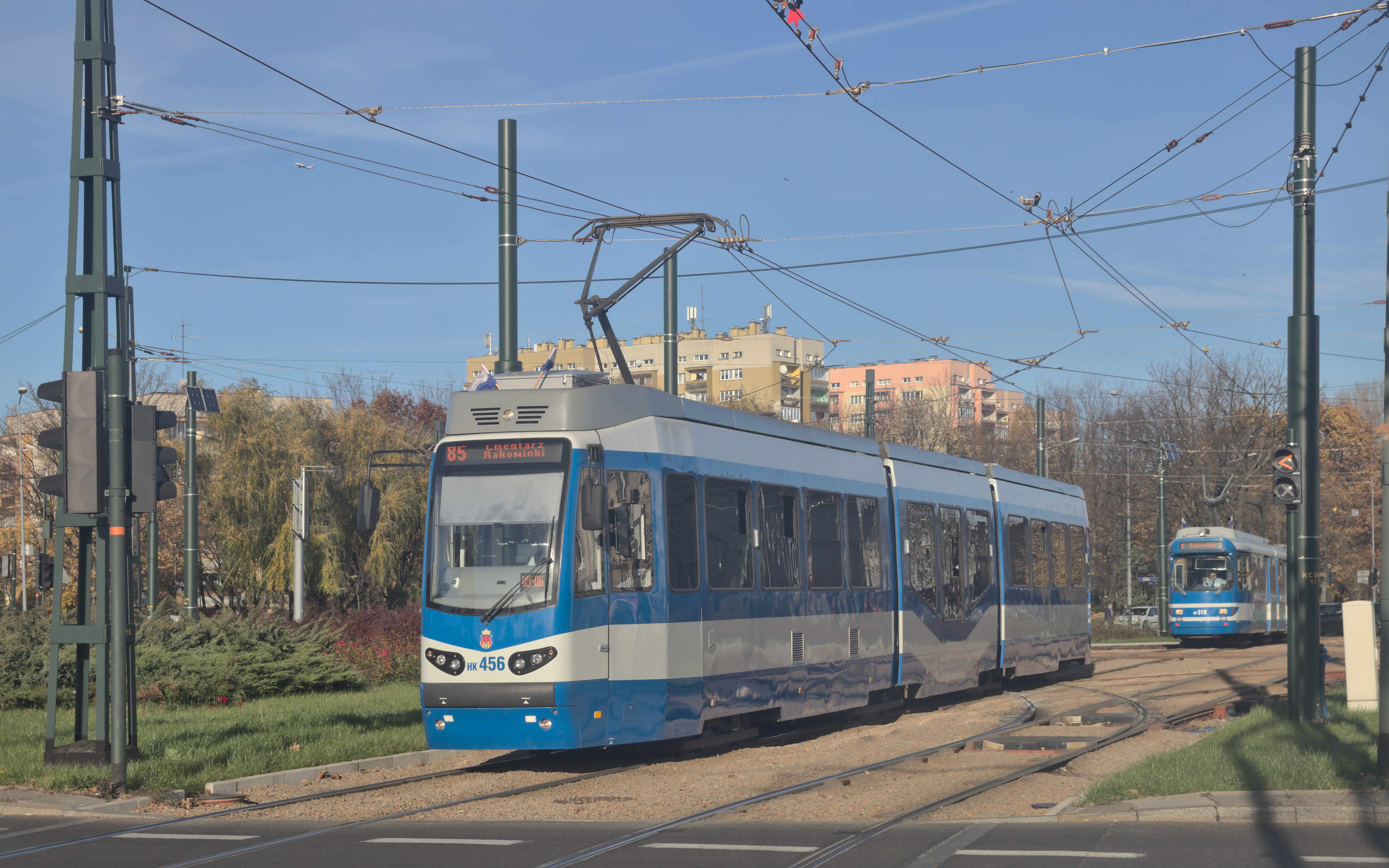
近代化工事が行われたN8C-NF（2018年撮影）